# Petar Stazic Strbac
Petar Stazic Strbac (* 1980) ist ein österreichischer Basketballfunktionär.

## Laufbahn
Stazic kam 1991 mit seiner Familie, darunter auch sein älterer Bruder Stjepan Stazic, aus Jugoslawien nach Wien. Aufgrund von Kniebeschwerden musste er seine Spielerkarriere früh einstellen. Im August 2010 übernahmen die beiden Brüder beim BC Vienna Führungsämter, Petar wurde Manager, Stjepan Spieler und Marketingbeauftragter. Im Frühjahr 2012 zog die Mannschaft zum ersten Mal in der Vereinsgeschichte in die Playoffs der Bundesliga ein. In der Saison 2012/13 gewann der Verein erstmals die österreichische Meisterschaft und sorgte damit nach 21 Jahren Wartezeit dafür, dass wieder eine Mannschaft aus Wien den Titel gewann. „Als ich den Verein vor drei Jahren als Manager übernommen habe, mussten wir unter fast schon unmenschlichen Bedingungen arbeiten. Wir hatten nicht einmal Bälle. Basketball hat in Wien nicht wirklich existiert, wenn dann nur als Randerscheinung“, blickte er im Gespräch mit kurier.at im Herbst 2013 auf die Anfangsjahre seiner Amtszeit zurück. In der Saison 2014/15 wurde der BC Vienna Vizemeister. 2022 gelang der Pokalsieg und der Gewinn der Staatsmeisterschaft.